# Tephritis capensis
Tephritis capensis är en tvåvingeart som först beskrevs av Camillo Rondani 1863.  Tephritis capensis ingår i släktet Tephritis och familjen borrflugor. Inga underarter finns listade i Catalogue of Life.